# 142759 Covey
142759 Covey è un asteroide della fascia principale. Scoperto nel 2002, presenta un'orbita caratterizzata da un semiasse maggiore pari a 2,4346659 UA e da un'eccentricità di 0,1142554, inclinata di 0,48732° rispetto all'eclittica.